# David Vázquez López
Vázquez  López est un nom espagnol. Le premier nom de famille, en général paternel, est Vázquez ; le second, en général maternel, souvent omis, est López.
Pour les articles homonymes, voir Vázquez.
David Vázquez López (né le 10 février 1979 à Cerdanyola del Vallès) est un coureur cycliste espagnol. Spécialisé en VTT, il est champion d'Europe de descente en 2007.

## Palmarès en VTT

### Championnats du monde
- Château-d'Œx 1997
  -  Médaillé d'argent de descente juniors
- Åre 1999
  - 4e de la descente
- Sierra Nevada 2000
  - 9e de la descente
- Lugano 2003
  - 7e de la descente
- Les Gets 2004
  - 6e de la descente

### Coupe du monde
- Coupe du monde de descente
  - 9e en 1997
  - 2e en 1998 (1 manche)
  - 7e en 1999
  - 3e en 2000 (1 manche)
  - 10e en 2002
  - 5e en 2003 (1 manche)
  - 6e en 2004 (1 manche)
  - 10e en 2005
  - 9e en 2007

### Championnats d'Europe
- 1997
  -  Champion d'Europe de descente juniors
- 2000
  - 4e de la descente
- 2003
  - 4e de la descente
- 2004
  - 9e de la descente
- 2007
  -  Champion d'Europe de descente[1].

### Championnats d'Espagne
- 2000
  -  Champion d'Espagne de descente
- 2003
  -  Champion d'Espagne de descente
- 2006
  -  Champion d'Espagne de descente
- 2007
  -  Champion d'Espagne de descente

## Palmarès sur route
- 1999
  - Circuito Montañés
  - 2e du Tour de Castellón